# Talk Dirty to Me
«Talk Dirty To Me» es el segundo sencillo de la banda de Glam metal estadounidense Poison, lanzado en febrero de 1987 por Capitol Records. Pertenece al álbum Look What the Cat Dragged In y llegó al puesto #9 del Billboard Hot 100. Es el primer gran éxito de la banda. Su siguiente sencillo fue "I Want Action".
Se han realizado muchas versiones de la canción por varios artistas, además fue interpretada en los MTV Video Music Awards en 1991 después de que C.C. DeVille no pudiera interpretar correctamente Unskinny Bop debido a problemas de cocaína. Después de su pésima presentación fue despedido de la banda, a la cual regresó en 1999 cuando la agrupación se reformó originalmente después de dos reemplazos.

## Versiones
Han realizado versiones de la canción las bandas Iron Hell y Children Of Bodom.